# Josep Batlle (organista)
Fou un organista català dels segles XVII i XVIII. L'única dada coneguda d'ell el situa com a titular del magisteri de l'orgue de la basílica de Santa Maria de Castelló d‘Empúries el 1708.